# 8
Évszázadok: i. e. 1. század – 1. század – 2. század
Évtizedek: i. e. 40-es évek – i. e. 30-as évek – i. e. 20-as évek – i. e. 10-es évek – i. e. 1-es évek – 1-es évek – 10-es évek – 20-as évek – 30-as évek – 40-es évek – 50-es évek
Évek: 3 – 4 – 5 – 6 –  7 – 8 – 9 – 10 – 11 – 12 – 13

## Események

### Római Birodalom
- Marcus Furius Camillust (helyettese Lucius Apronius) és Sextus Nonius Quinctilianust (helyettese Aulus Vibius) választják consulnak.
- Az illíriai felkelők egymás ellen fordulnak, az illír Bato (a Daesitiates törzsből) elfogja és kivégezteti a pannon breucusok szintén Bato nevű vezérét. A breucusok ezután a Bathinus folyónál leteszik a fegyvert Tiberius előtt.
- Augustus császár házasságtörés miatt száműzi unokáját, Vipsania Iuliát. Lányának, Aemilia Lepidának (a császár dédunokája) eljegyzését Cladiussal felbontják.
- Ovidius kiadja az Ünnepi naptár (Fasti) c. költeményének első hat részét, de a továbbiakra nem nyílik lehetősége, mert Augustus császár a Fekete-tenger melletti Tomisba száműzi (feltehetően az évekkel korábban írt "A szerelem művészete" c. verse miatt).
- A britanniai Atrebates belga törzs elűzi királyát, Tincomarust, aki Rómában talál menedéket. Helyét fivére, Eppillus veszi át.

## Születések
- Drusus Caesar, Germanicus fia
- Titus Flavius Sabinus, Vespasianus császár fivére

## Halálozások
- Marcus Valerius Messalla Corvinus, római hadvezér

## Fordítás
- Ez a szócikk részben vagy egészben  az   AD 8 című angol Wikipédia-szócikk ezen változatának fordításán alapul.  Az eredeti cikk szerkesztőit annak laptörténete sorolja fel. Ez a jelzés csupán a megfogalmazás eredetét és a szerzői jogokat jelzi, nem szolgál a cikkben szereplő információk forrásmegjelöléseként.